# Vixnióvoie (Briansk)
|  | Per a altres significats, vegeu «Vixnióvoie». |

Vixnióvoie (en rus: Вишнёвое) és un poble de l'óblast de Briansk, a Rússia, que el 2013 tenia 11 habitants, pertany al districte d'Unetxa.